# ليو باكستر
ليو باكستر (بالإنجليزية: Leo Baxter)‏ هو موزع وعازف بيانو أمريكي، ولد في 1893، وتوفي في 17 أغسطس 1976.